# George Bohler
George Mohn „Doc” Bohler (Berks megye, Pennsylvania, 1887. február 8. – Washington D.C., 1968. december 10.) amerikai amerikaifutball-, baseball- és kosárlabdaedző.
Testvérei Fred és Roy Bohler. Sírhelye az Arlingtoni Nemzeti Temetőben van.

## Pályafutása
Kezdetben az Oregon Webfoots helyettes edzője volt, majd 1923 júniusában a Mississippi College Choctaws vezetőedzője lett. Öt szezon után 1927 decemberében az Auburn Tigershez távozott, ahol 1928-ban és 1929-ben az amerikaifutball- és baseballcsapatok edzője volt. 1930 és 1933 között a Louisiana Tech Bulldogs edzője volt, ahol a korábbiaknál nagyobb sikereket ért el.

## Eredményei amerikaifutball-vezetőedzőként
| Év                                                                           | Eredmény                                                                     | Eredmény                                                                     | Helyezés                                                                     |
| Év                                                                           | Összesített                                                                  | Konferencia                                                                  | Helyezés                                                                     |
| Mississippi College Choctaws (Southern Intercollegiate Athletic Association) | Mississippi College Choctaws (Southern Intercollegiate Athletic Association) | Mississippi College Choctaws (Southern Intercollegiate Athletic Association) | Mississippi College Choctaws (Southern Intercollegiate Athletic Association) |
| ---------------------------------------------------------------------------- | ---------------------------------------------------------------------------- | ---------------------------------------------------------------------------- | ---------------------------------------------------------------------------- |
| 1923                                                                         | 5–1–2                                                                        | 3–0–1                                                                        | 5.                                                                           |
| 1924                                                                         | 2–5–1                                                                        | 2–0–1                                                                        | 3.                                                                           |
| 1925                                                                         | 1–7–1                                                                        | 1–5–1                                                                        | 3.                                                                           |
| 1926                                                                         | 6–3                                                                          | 5–2                                                                          | 10.                                                                          |
| 1927                                                                         | 8–0                                                                          | 6–0                                                                          | T–1.                                                                         |
| Eredmény:                                                                    | 22–16–4                                                                      | 17–7–3                                                                       | –                                                                            |
| Auburn Tigers (Southern Conference)                                          |                                                                              |                                                                              |                                                                              |
| 1928                                                                         | 1–8                                                                          | 0–7                                                                          | 23.                                                                          |
| 1929                                                                         | 2–3                                                                          | 0–3                                                                          | –                                                                            |
| Eredmény:                                                                    | 3–11                                                                         | 0–10                                                                         | –                                                                            |
| Louisiana Tech Bulldogs (Southern Intercollegiate Athletic Association)      |                                                                              |                                                                              |                                                                              |
| 1930                                                                         | 3–6                                                                          | 2–5                                                                          | 21.                                                                          |
| 1931                                                                         | 7–0                                                                          | 6–0                                                                          | 2.                                                                           |
| 1932                                                                         | 4–4                                                                          | 3–3                                                                          | T–14.                                                                        |
| 1933                                                                         | 1–7                                                                          | 1–3                                                                          | 22.                                                                          |
| Eredmény:                                                                    | 15–17                                                                        | 12–11                                                                        | –                                                                            |
| Összesen:                                                                    | 40–44–4                                                                      | –                                                                            | –                                                                            |
| Jelmagyarázat: Konferenciabajnok                                             |                                                                              |                                                                              |                                                                              |

## Fordítás
- Ez a szócikk részben vagy egészben  a   George Bohler című angol Wikipédia-szócikk ezen változatának fordításán alapul.  Az eredeti cikk szerkesztőit annak laptörténete sorolja fel. Ez a jelzés csupán a megfogalmazás eredetét és a szerzői jogokat jelzi, nem szolgál a cikkben szereplő információk forrásmegjelöléseként.